# Promenade de la Reine-Elizabeth (Ottawa)
La promenade de la Reine-Elizabeth (anglais: Queen Elizabeth Driveway) est une promenade panoramique de la ville d'Ottawa, Ontario, au Canada .

## Description de l'itinéraire
La promenade longe le bord ouest du canal Rideau, de l'avenue Laurier au nord jusqu'au lac Dow où elle devient la  promenade Prince of Wales au niveau de l'avenue Preston. Tout au long de la promenade se trouve un sentier polyvalent faisant partie du système Capital Pathway .

## Histoire
Elle est administrée et détenue par la Commission de la capitale nationale (CCN).
La promenade a été l’un des premiers projets de la CCN. La CCN a remplacé la Commission du district fédéral (CDF), créée en 1927, et la Commission d'amélioration d'Ottawa, encore plus ancienne. La route à deux voies a remplacé les bâtiments industriels et les hangars à bateaux privés qui étaient bâtis le long du canal. L'allée a été bordée d'arbres et de jardins, et une série de grandes maisons y ont été construites. Elle était à l'origine connue sous le nom de Government Driveway, mais a rapidement été rebaptisée promenade du canal Rideau.[réf. nécessaire] Plusieurs décennies plus tard, on lui a donné son nom actuel de promenade de la Reine-Elizabeth. La limite de vitesse sur la majeure partie de sa longueur est de 60 km/h (37 mp/h).
Une route similaire la promenade du Colonel-By, a été créée dans les années 1950 sur le bord est du canal.
Certaines portions de la promenade sont régulièrement fermées à la circulation automobile pendant les mois d'été pour une utilisation active comme le vélo. Un débat majeur a eu lieu en 2023, les conseillers municipaux et le maire d'Ottawa, Mark Sutcliffe, demandant à la CCN de rouvrir la promenade à la circulation automobile en tout ou en partie, invoquant des problèmes de circulation et de sécurité. Les données de la Ville d'Ottawa ont montré que la fermeture de la promenade entraîne une augmentation du trafic sur la rue O'Connor. Malgré les résistances, la CCN a poursuivi cette initiative en 2024 et étudie la faisabilité d’installer des pistes cyclables sur la promenade.